# Nervios anales inferiores
Los nervios anales inferiores (Nervi anales inferiores), también llamados nervios rectales inferiores o nervio hemorroidal inferior son un grupo de nervios terminales que por lo general emergen del nervio pudendo, aunque ocasionalmente nacen directamente del plexo sacro.

## Funciones
Desde su origen, justo en la pared externa de la fosa isquiorrectal, en el llamado canal de Alcock, corren en dirección del canal anal, el cual inervan, así como el extremo inferior del recto, el esfínter externo del ano y el integumento que rodea el ano, incluyendo gran parte del músculo elevador del ano. Las fibras sensitivas de los nervios anales inferiores alcanzan la piel que recubre la región perianal, así como la piel posterior de la horquilla vulvar en la mujer y su región correspondiente en los hombres.
Algunas ramas de este nervio se comunican con la rama perineal del nervio femorocutáneo posterior y con los nervios escrotales posteriores en la porción anterior del perineo.